# Plectiscidea ohioensis
Plectiscidea ohioensis är en stekelart som beskrevs av Dasch 1992. Plectiscidea ohioensis ingår i släktet Plectiscidea och familjen brokparasitsteklar. Inga underarter finns listade i Catalogue of Life.